# Distância geográfica
Distância geográfica é a distância medida ao longo da superfície da Terra. As fórmulas calculam as distâncias entre os pontos definidos por coordenadas geográficas em termos de latitude e longitude. Essa distância é um elemento na solução do segundo problema geodésico (inverso).
O cálculo da distância entre as coordenadas geográficas é baseado em algum nível de abstração; ela não fornece uma distância exata, que é inatingível se alguém tentar explicar todas as irregularidades na superfície da Terra. Abstrações comuns para a superfície entre dois pontos geográficos são:
- Superfície plana;
- Superfície esférica;
- Superfície elipsoidal.

Todas as abstrações acima ignoram mudanças na elevação. O cálculo de distâncias que respondem por mudanças na elevação em relação à superfície idealizada não são discutidas neste artigo.